# Вассайл

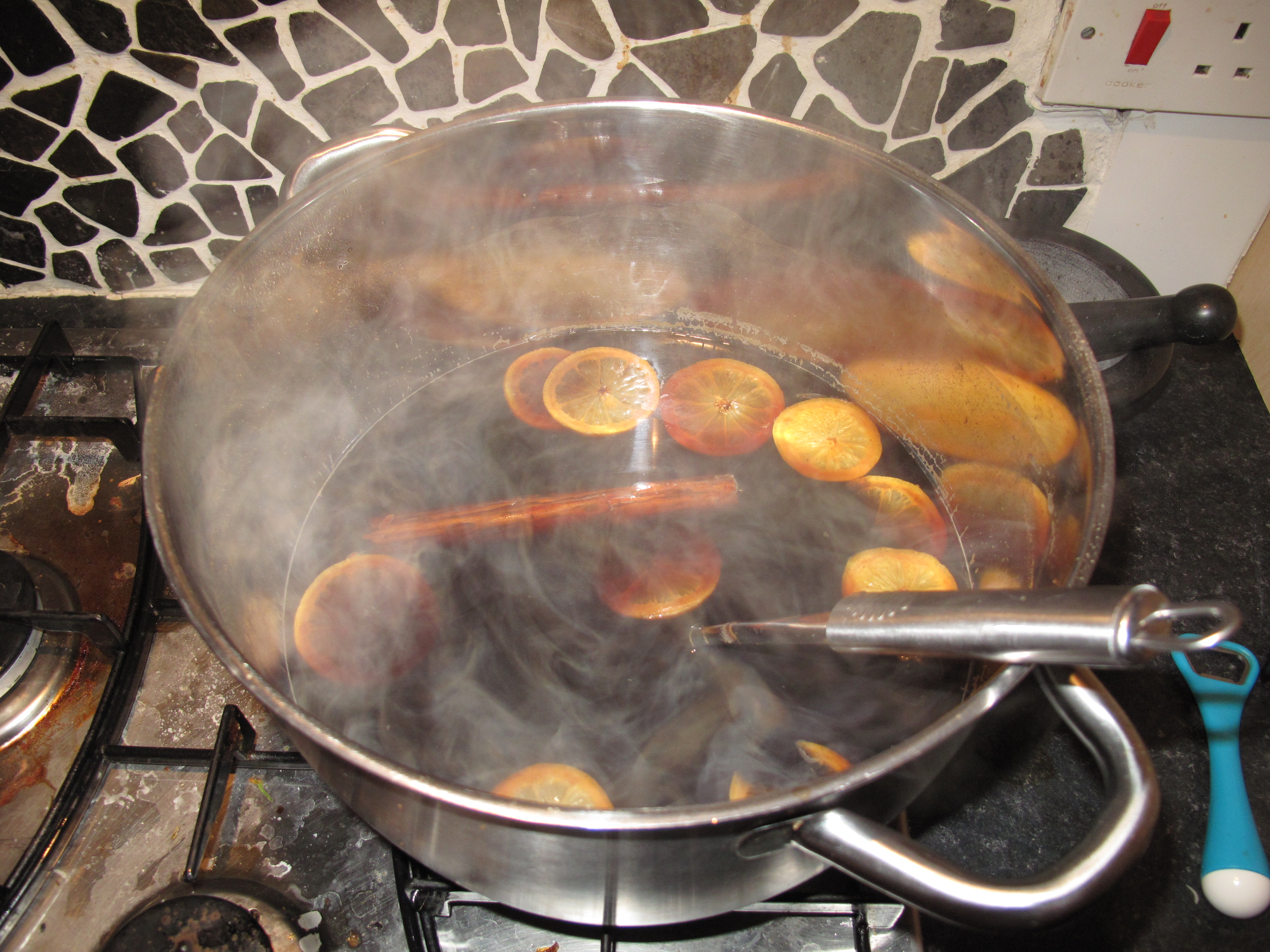
Горщик з киплячим листком, настояним на скибочках цитрусових і паличками кориці

Вассайл ([ˈwɒsəl], [-eɪl] WOSS-əl, -⁠ayl, швидше за все від давньоскандинавського «ves heill») — напій, виготовлений із гарячого глінтвіту, сидру, елю або вина та спецій, п'яний традиційно як невід'ємна частина давнього англійського йольського ритуалу пиття та привітань, який або бере участь у благодійних пожертвах від дверей до дверей, або використовується для забезпечення гарного врожаю наступного року.

## Етимологія
Відповідно до Оксфордського словника англійської мови, слово «wassail» походить від давньоскандинавського привітання ves heill, що відповідає давньоанглійському hál wes þú або wes hál — буквально означає «бути здоровим» або «бути щасливим». Спочатку воно використовувалося в значенні «вітання» або «прощання», без будь-якого відтінку пиття. Англійське вставне слово «hail» є спорідненим етимону другої частини слова «wassail» і, ймовірно, на нього вплинула староанглійська фраза.
Пізніше цей вислів став частиною формули пиття «wassail…drinkhail», яка, як припускає OED, спочатку виникла в Англії серед англо-данців, а звідти поширилася на корінне населення, вважаючись специфічною англосаксонською характеристикою XII століття. Найдавніший запис датується приблизно 1140 роком, у розповіді Джефрі Монмутського про історію Ровени, яка має wes heil..drinc heil (або, в іншому варіанті читання, було heil). Пізніші середньоанглійські рукописи мають різні варіанти написання, включаючи wæs hæil, wæshail, wessail, washayl, washail, wesseyl, wassayl, wassaile, wassaylle, wessayle, whatsaile і whatsaill.
Другий вислів, «drinkhail», може походити або від давньоскандинавської, або від давньоанглійської, знову ж таки з різними варіантами написання, включаючи drinkel, drincheheil, drechehel, drincheheil, drinceseil, drinqueheil, drinkeil і dringail.
Найдавніший приклад висловлювань із питтям у специфічно англійському контексті походить із рукопису 1275 року, де зберігся текст XII століття, який містить давн-англ. Þat freond sæiðe to freonde...Leofue freond wæs hail Þe oðer sæið Drinc hail. [Цей друг сказав [іншому] другові…,"улюблений друже, беріть!"; другий сказав: «пий!»]
Приблизно 1300 року сенс вислову поширився від тосту до самого напою, особливо до пряного елю, який використовувався під час святкування Дванадцятої ночі та Святвечора. До 1598 року це було застосовано до звичаю пити здоров'я в ці ночі. Шекспір у 1603 році використав «Keep wassel» у Гамлеті I. iv. 10 був першим записом про використання терміна в більш загальному сенсі «п'янка» або «гуляння».

## Напій

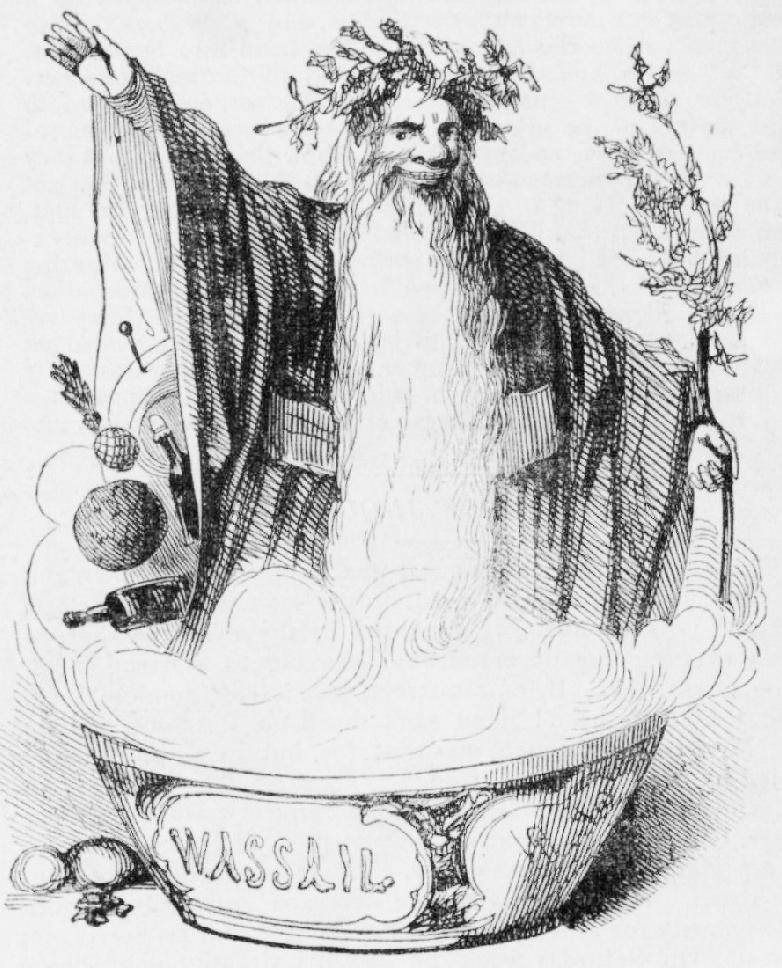
Випуск «Ілюстрованих лондонських новин» напередодні Різдва 1842 року, на якому зображено Батька Різдва в мисці з парусником.

Вассайл — це гарячий пунш, який часто асоціюють зі святом, його часто п'ють із «миски з вассайлом». Найперші версії були розігрітою медовухою, в яку кидали смажені крабові яблука і розривалися, щоб отримати напій під назвою «бараняча шерсть», який пили в день Ламмаса, відомий ще за часів Шекспіра. Пізніше цей напій перетворився на сидр, приготовлений з цукром, корицею, імбиром і мускатним горіхом, посипаний скибочками тостів. Пився він із великої спільної миски. Сучасні рецепти починаються з вина, фруктового соку або глінтвейну, іноді з додаванням бренді або хересу. У суміш часто додають яблука або апельсини, а деякі рецепти також передбачають додавання в напій збитих яєць. Великі чаші, виточені з дерева, кераміки чи олова, часто мали багато ручок для спільного пиття та добре прикрашені кришки; антикварні зразки все ще можна знайти в традиційних пабах. Звідси перша строфа традиційної колядки Gloucestershire Wassail; варіації яких, як відомо, співалися ще в 1700-х роках і, можливо, раніше:
|  | Wassail! Wassail! All over the town, Our toast it is white and our ale it is brown; Our bowl it is made of the white maple tree; With the wassailing bowl, we'll drink unto thee. |

У Каргемптоні, поблизу Майнхеда, Яблуневий Орчард Вассайлінг проводиться в Стару Дванадцяту ніч (17 січня) як ритуал, щоб запитати богів  за хороший урожай яблук.  Селяни утворюють коло навколо найбільшої яблуні, розвішують шматки тосту, змоченого сидром, на гілки для вільшанок, які представляють «добрих духів» дерева. Над головою стріляють з рушниці, щоб відлякати злих духів, і група співає (останній куплет):
|  | Old Apple tree, old apple tree; We've come to wassail thee; To bear and to bow apples enow; Hats full, caps full, three bushel bags full; Barn floors full and a little heap under the stairs. |

### Бараняча шерсть
«Бараняча шерсть» — ранній сорт вассайлу, зварений з елю, печених яблук, цукру і різних спецій.
|                                         | Next crowne the bowle full of With gentle Lambs wooll[sic], Adde sugar, nutmeg, and ginger, With store of ale too, And thus ye must doe, To make the Wassaile a swinger. |
| — Richard Cook, Oxford Night Caps, 1835 | |

Британсько-ірландський антиквар Чарльз Валлансі припустив, що термін «бараняча шерсть» є спотворенням назви язичницького ірландського фестивалю «Lamas Ubhal», під час якого пили подібний напій. Крім того, назва може походити від того, що напій схожий на шерсть вівці. Ель іноді замінюють імбирним пивом для дітей, особливо на Хелловін і Новий рік.

## Культура

### Вассайлінг
Here's to thee, old apple tree, 

That blooms well, bears well. 

Hats full, caps full, 

Three bushel bags full, 

An' all under one tree. Hurrah! Hurrah!
Here's to thee, old apple-tree,

Whence thou mayst bud, and whence thou mayst blow,

And whence thou mayst bear apples enow! [enough]

Hats-full! Caps-full!

Bushel, bushel sacks-full!

And my pockets full, too! Hurra!
У графствах, де виробляють сидр, на південному заході Англії (головним чином Корнуолл, Девон, Сомерсет, Дорсет, Глостершир і Герефордшир) або південно-східній Англії (Кент, Сассекс, Ессекс і Саффолк), а також Джерсі, вассайлінг належить до традиційної церемонії, яка включає спів і пиття за здоров'я дерев у Дванадцяту ніч у сподіванні, що вони можуть краще процвітати. Мета вассайлінгу — розбудити сидрові яблуні та відлякати злих духів, щоб забезпечити гарний урожай плодів восени. Церемонії кожного вассайлінгу різняться від села до села, але загалом усі вони мають однакові основні елементи. Король і королева ведуть пісню або мелодію процесії, яка виконується/співається від одного фруктового саду до іншого; потім королеву гори підіймають у гілку дерева, де вона кладе тост, змочений листом із глиняної чашки, як подарунок духам дерев (і щоб показати плоди, створені минулого року). У деяких країнах наймолодший хлопчик або «Том Тит» замінює королеву і вішає тост, просочений сидром, на дереві. Потім зазвичай читається заклинання.
Народна казка з Сомерсета, що відображає цей звичай, розповідає про Людину-яблуню, духа найстарішої яблуні у саду, в якому, як вважають, живе родючість саду. У казці чоловік пропонує свій останній кухоль глінтвейну сидру деревам у своєму фруктовому саду та отримує нагороду від Людини-яблуні, яка відкриває йому місце розташування закопаного золота.

### Популярна культура

#### Сучасна музика
Британський фолк-рок-гурт Steeleye Span розпочав свій третій альбом Ten Man Mop, або Mr. Reservoir Butler Rides Again (1971) розширеною мінорною версією «Gower Wassail», Тім Харт співає традиційні куплети, а інші приєднуються до хору.
Британський рок-гурт Blur випустив пісню під назвою «The Wassailing Song», де кожен учасник записав куплет. Випуск був обмежений 500 7-дюймовими пресами, виданими на концерті в 1992 році. Версія «The Wassailing Song» у виконанні Blur пізніше була адаптована в записі The Grizzly Folk, яка заявила, що аранжування дуже схоже на «Gloucestershire Wassail».
У своїй пісні «Oh England My Lionheart» на альбомі Lionheart 1978 року Кейт Буш співає: «Дай мені одне бажання, і я б вассайлігнував у фруктовому саду, моя англійська трояндо».
Альтернативний рок-гурт Half Man Half Biscuit з Транміра, Англія, включив пісню під назвою «Uffington Wassail» до свого альбому Trouble over Bridgwater 2000 року. З посиланнями на ізраїльську учасницю Євробачення Дану Інтернешнл, товариство реконструкції громадянської війни в Англії «Запечатаний вузол», а також на лижницю Врені Шнайдер, значення назви пісні в цьому контексті є трохи незрозумілим.
У 2013 році фолк-рок-музикант Войтек Ґодзіш створив аранжування традиційних слів глостерширського Вассайлу з оригінальною музикою для першого щорічного фестивалю Pentacle Drummers під назвою Wassail (2013).
Для другого фестивалю Wassail Pentacle Drummers (2014) язичницький рок-гурт Roxircle також написав спеціально для заходу пісню про Вассайл під назвою «Wassail (Give Thanks to the Earth)». Барабанщики Pentacle Drummers заохочують своїх хедлайнерів написати пісню, зосереджену на вассайлінгу, щоб зберегти традицію.
Англійський прогресивний рок-гурт Big Big Train у 2015 році випустив мініальбом під назвою «Wassail», названий на честь титульного треку.
Фолк-співачка з Йоркширу Кейт Расбі включила трек «Cornish Wassail» у свій альбом 2015 року «The Frost Is All Over».

#### Телебачення
Вассайл згадували в телешоу Mystery Science Theatre 3000. Кроу Т. Робот і Том Серво просять Майка Нельсона надати їм трохи. Коли їх попросили пояснити, що саме таке вассайл, вони зізналися, що поняття не мають. Однак вони припускають, що це може бути «протизапальний засіб». Діставши трохи критики, вони описують його як «скунса», виявляючи, що це традиція 500-річної давності.
Про це згадав і пояснив Бінгу Кросбі Френк Сінатра в спеціальному епізоді Шоу Френка Сінатри під назвою «Веселих канікул з Бінгом і Френком», випущеному 20 грудня 1957 року.
У 2004 році альтернативне різдвяне послання представили Сімпсони, які закінчили чашкою «традиційної британського вассайлу». Коли режисер урізає, вони з огидою випльовують його, а Барт зауважує, що це на смак «як кидок».
Вассайл був представлений у спеціальній програмі BBC Two Oz and Hugh Drink to Christmas, яка вийшла в ефір у грудні 2009 року. Оз Кларк і Г'ю Денніс, щоб знайти найкращі британські різдвяні напої, спробували напій і вечірку з вассайлом у південно-західній Англії.
Під час епізоду «Ми, два королі» в ситкомі NBC «Фрейзер», брат головного героя Найлз просить позичити його чашу з вассайлом; коли батько Фрейзера Мартін запитує, чому вони не можуть просто використати чашу для пуншу, Найлз відповідає: «Тоді це був би не вассайл?» У відповідь Мартін шукає в словнику слово «вассайл», яке визначається як «різдвяний пунш».
У святковому спеціальному епізоді Good Eats «Ніч перед доброю їжею» Елтон Браун отримав від святого Миколая рецепт вассайлу, який він потім повинен зробити, щоб заспокоїти натовп розлючених колядників.
У «Claymation Christmas Celebration» Вілла Вінтона, який спочатку вийшов в ефір 21 грудня 1987 року, головні герої спеціального серіалу «Рекс і Герб» говорять про термін «вассайл» щодо конкретної різдвяної пісні, яку комічно неправильно співають різні групи, які з'являються протягом усього шоу.